# گوین بدلی
گوین بدلی (به انگلیسی: Gavin Baddeley) (زادهٔ ۲۸ دسامبر ۱۹۶۶) یکی از کاهنان کلیسای شیطان و یک روزنامه‌نگار مجرب انگلستانی است که برای نشریه آبزرور و متال همر کار کرده‌است. او به عنوان یک متخصص علوم غیبی در شبکه بی‌بی‌سی و کانال ۴ فعالیت می‌کند. بدلی در دانشگاه کمبریج سخنرانی کرده و در روزنامه‌های ایندیپندنت و ایونینگ استاندارد نیز معرفی شده‌است. او همچنین در فیلم مستند متال: سفر یک هدبنگر (Metal: A Headbanger's Travel) به کارگردانی سام دان (Sam Dunn) حضور یافت.
بدلی توسط انتان لاوی به سمت کاهنی کلیسای شیطان منصوب شد و متعاقباً یک شعبه از کلیسای شیطان را در لندن راه‌اندازی کرد.